# Кильмезская низменность
Кильмезская низменность (Привятская низменность) — низменность в долине реки Кильмезь, левого притока Вятки. Расположена на территории Удмуртии и Кировской области (Россия).
Низменность протягивается с юга на север между Красногорской и Можгинской возвышенностями. Сложена песками, глинами, мергелями и известняками, на которые налегают более молодые отложения (пески, глины с сидеритами). Поверхность низменности покрыта лесами, частично заболочена.